# 科洛弗悖論
是一部2018年美國科幻恐怖驚悚片，由朱利斯·歐納執導，J·J·亞柏拉罕與琳賽·韋柏擔任監製。該片為「科洛弗系列」的第三部電影作品。主演包括古古·瑪芭塔-勞、大衛·歐洛沃、丹尼爾·布爾、伊莉莎白·戴比基、克里斯·奧多德、章子怡與約翰·歐提茲。
該片起初定名為《上帝粒子》（God Particle），且不作為《科洛弗》系列的一部分。之後，該片被證實是「科洛弗系列電影」的第三部作品，但派拉蒙影業卻不斷地延期上映。直到2018年2月4日在第52屆超級盃結束後，才定於當天在Netflix上發行，且名稱改為《科洛弗悖論》。
儘管獨特的營銷策略得到了讚賞，但電影本身在影評界獲得了負評。多數影評人批評混亂的敘事、劇本和剪輯，並普遍被認為是《科洛弗》系列中最差的一部；反之，瑪芭塔-勞的表現獲得了肯定。

## 劇情
一群科學家正繞行地球測試一項太空裝置，試圖解救因能源危機瀕臨戰爭的地球。但結果卻面臨另一個充滿黑暗的平行時空。

## 演員
- 古古·瑪芭塔-勞 飾 艾娃·漢密爾頓
- 大衛·歐洛沃 飾 基爾
- 丹尼爾·布爾 飾 恩斯特·史密特
- 約翰·歐提茲（英语：John Ortiz） 飾 穆克·阿科斯塔
- 克里斯·奧多德 飾 瑟曼
- 艾賽兒·漢寧 飾 沃爾科夫
- 章子怡 飾 譚
- 伊莉莎白·戴比基 飾 蜜娜·詹森
- 羅傑·戴維斯（英语：Roger Davies (actor)） 飾 麥可·漢密爾頓
- 克拉芙·尼伊 飾 茉莉

而賽門·佩吉和葛瑞·葛蘭伯在片中分別飾演了廣播和喬，並都是僅以聲演的方式演出。唐納·羅格飾演探討「科洛弗悖論」的理論家馬克·史坦布勒，此角色與《科洛弗10號地窖》中由約翰·古德曼飾演的反派霍華·史坦布勒同姓。在《科洛弗10號地窖》中飾演萊絲莉的蘇珊·克萊兒回歸客串飾演訪問史坦布勒的女記者萊絲莉。

## 製作
拍攝於2016年6月16日開始，並於2016年9月23日結束。

## 發行
《科洛弗悖論》由派拉蒙影業排定於2017年10月27日在美國廣泛上映。2017年7月，該片延期至2018年2月2日在美國上映。2018年1月2日，宣布，該片的上映日再度改至2018年4月20日。2018年1月，該片的上映日和片名《上帝粒子》都被刪去。同月，據透露，Netflix有意向派拉蒙收購該片。派拉蒙影業的董事吉姆·吉諾普洛斯認為，該片的預算過高，以致對該片用傳統的戲院發行幾乎沒有利潤。此外，亞柏拉罕原有意全力投入後製的工作，但為期已晚。2018年2月4日，該片定名《科洛弗悖論》並釋出首支預告片，同時也於同天在Netflix發行（第52屆超級盃結束後隨即上架）。據報導，Netflix支付了超過5000萬美元來獲得該片的版權。

### 評價
《科洛弗悖論》獲得了負面居多的評價。爛番茄根據157條評論，新鮮度持有21%，平均得分4.5 / 10。而在Metacritic上，則獲得了37分。
儘管該片收穫普遍負評，但在超級盃當天宣布該片並在數小時後推出的營銷方式被Netflix視為一種新穎的方式。IGN指出，這種策略只適用於一個特定的系列電影，而大部分的新電影則需要一個重要的營銷期間來吸引觀眾。

## 外部連結
- 在Netflix上觀看《科洛弗悖论》
- 互联网电影数据库（IMDb）上《科洛弗悖論》的资料（英文）
- 豆瓣电影上《科洛弗悖論》的資料 （简体中文）